# كل هذا الحب (فلم)
كل هذا الحب هو فيلم دراما مصري من إخراج حسين كمال وبطولة نور الشريف، ليلى علوي، يحيى شاهين، محمد الدفراوي، إحسان القلعاوي وسلوى عثمان، صدر الفيلم في 12 سبتمبر 1988.

## نبذه
ناصف الليثي تاجر مخلص جدًا لزميله في التجارة حسين زهران، يفاجأ حسين بخيانة زوجته فيقتلها، ويعتني ناصف بابن حسين وهو في السجن إلى أن يموت حسين، يكبر كمال ويعمل في شركة صديق والده، ويظل على وده معه إلى أن يقع في حب ابنته وفاء، وهو ما يرفضه إلى أن يتزوجا ويضعاه أمام الأمر الواقع، ويعزم على الانتقام منه.

## طاقم العمل
- نور الشريف بدور كمال البدر حسين زهران
- ليلى علوي بدور وفاء
- يحيى شاهين بدور ناصف الليثي
- محمد الدفراوي بدور حسين زهران
- إحسان القلعاوي بدور أم وفاء
- سلوى عثمان بدور سهير

## وصلات خارجية
- مقالات تستعمل روابط فنية بلا صلة مع ويكي بيانات